# Allogene
Allogene Therapeutics ist ein US-amerikanisches, auf die Onkologie spezialisiertes biopharmazeutisches Unternehmen, das 2017 gegründet wurde und seit 2018 (IPO) an der amerikanischen Technologiebörse NASDAQ unter dem Kennzeichen ALLO gelistet ist. Allogene hat seinen Hauptsitz in San Francisco, Kalifornien, USA.

## Unternehmenszweck
Das Unternehmen Allogene hat sich auf Krebserkrankungen, insbesondere auf eine neue Art von CAR-T-Therapeutika spezialisiert. Die Idee hinter Allogene ist es, ein „CAR-T der nächsten Generation“ zu entwickeln, das nicht wie Yescarta auf ein einzelnes Individuum zugeschnitten ist, sondern bei mehreren Patienten eingesetzt werden kann, ein allogenes CAR-T. Noch hat Allogene kein Medikament auf dem Markt, sondern alles befindet sich noch in der klinischen Entwicklung.

## Geschichte
Nach dem Verkauf von Kite Pharma an Gilead schlossen die Gründer von Kite und dessen CMO im Februar 2018 einen Deal mit Pfizer zur Entwicklung von CAR-T-Therapeutika ab, was zur Gründung von Allogene Therapeutics führte. Die drei ehemaligen Kite-Führungskräfte stellten daraufhin bei Allogene eine Reihe von Mitarbeitern ein, die Kite nach dem Verkauf verlassen hatten.  Pfizer erhielt eine 25-prozentige Beteiligung an Allogene und zwei Sitze im Vorstand des Unternehmens, während Allogene Rechte an sechzehn präklinischen CAR-T-Assets und einem allogenen CAR-T-Asset der klinischen Phase 1 erhielt. Die Serie-A-Finanzierung von Allogene belief sich auf 300 Millionen US-Dollar, an der unter anderem die Texas Pacific Group, die University of California, Two River und auch Gilead beteiligt waren. Im Oktober 2019 brachte der Börsengang von Allogene 324 Mio. US$ und eine Kapitalbewertung von 3 Mrd. US$ ein.